# FAM209A
FAM209A (англ. Family with sequence similarity 209 member A) – білок, який кодується однойменним геном, розташованим у людей на довгому плечі 20-ї хромосоми. Довжина поліпептидного ланцюга білка становить 171 амінокислот, а молекулярна маса — 19 603.
| 10         |  | 20         |  | 30         |  | 40         |  | 50         |
| ---------- |  | ---------- |  | ---------- |  | ---------- |  | ---------- |
| MWTLKSSLVL |  | LLCLTCSYAF |  | MFSSLRQKTS |  | EPQGKVQYGE |  | HFRIRQNLPE |
| HTQGWLGSKW |  | LWLLFVVVPF |  | VILQCQRDSE |  | KNKEQSPPGL |  | RGGQLHSPLK |
| KKRNASPNKD |  | CAFNTLMELE |  | VELMKFVSKV |  | RNLKRAMATG |  | SGSNLRLRKS |
| EMPADPYHVT |  | ICEIWGEESS |  | S          |  |            |  |            |

A: Аланін

C: Цистеїн

D: Аспарагінова кислота

E: Глутамінова кислота

F: Фенілаланін

G: Гліцин

H: Гістидин

I: Ізолейцин

K: Лізин

L: Лейцин

M: Метіонін

N: Аспарагін

P: Пролін

Q: Глутамін

R: Аргінін

S: Серин

T: Треонін

V: Валін

W: Триптофан

Локалізований у мембрані.